# 15ª Brigada de Aviação de Transporte

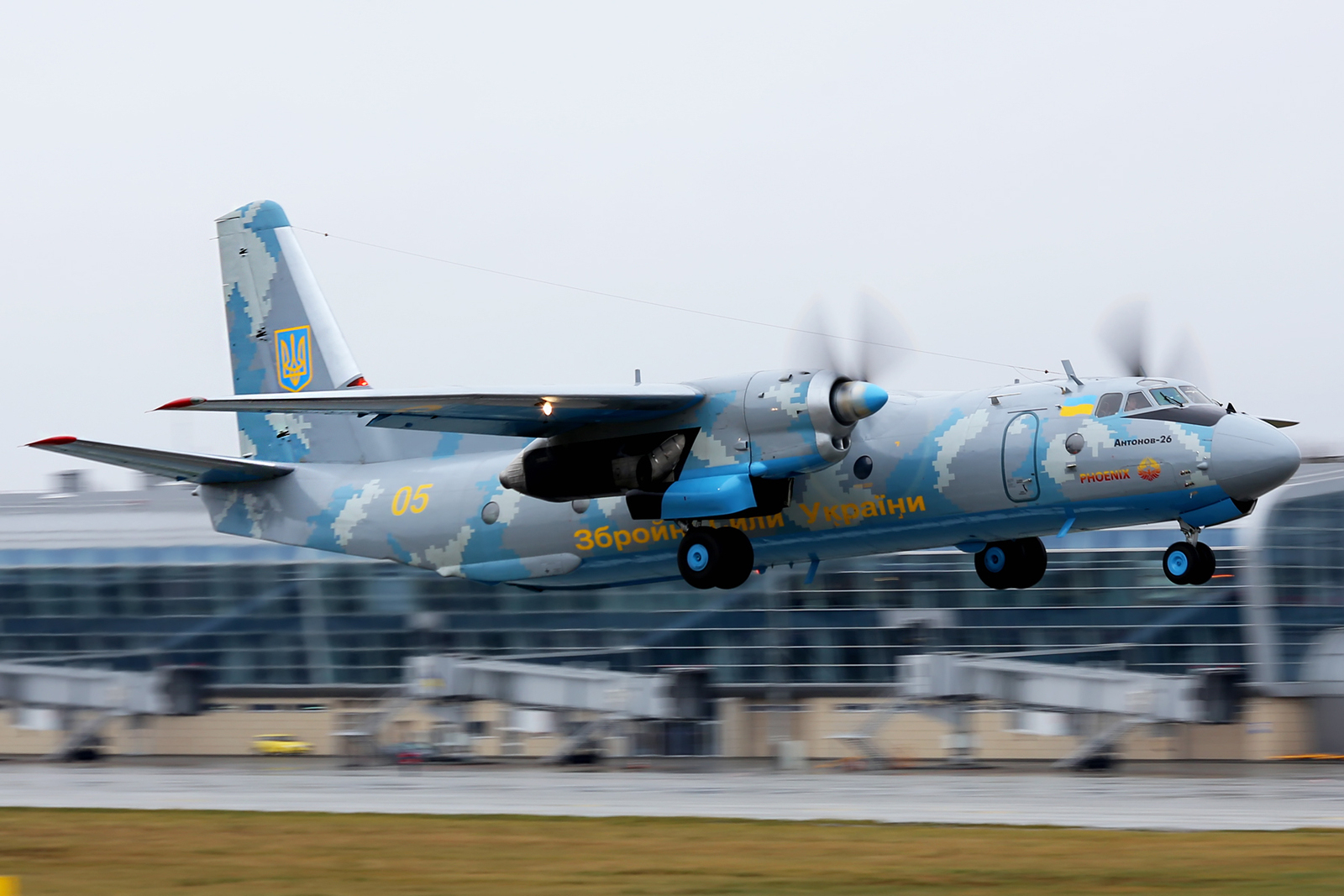
Um Antonov An-26 da brigada

A 15ª Brigada de Aviação de Transporte "Oleg Antonov", é uma formação da Força Aérea da Ucrânia.

## História
Em 2001, a Brigada era conhecida como 15ª Brigada de Propósito Especial da Aviação.

## Componentes
- 1º Esquadrão[1]
- 2º Esquadrão
- 3º Esquadrão de Helicópteros

## Aeronaves
- An-24[1]
- An-26
- An-30
- Tu-134
- Mi-8